# 聯勤44兵工廠
聯勤第四十四兵工廠成立於1943年，簡稱「四四廠」，為國共內戰時隨國民政府撤退來台的四座兵工廠之一（另外三座分別為26廠、60廠、61廠）。四四廠之前身為1936年成立之中央修械所，後歷經對日抗戰、國共內戰等戰爭，數度整併改編。現廠址位於新北市三峽區，現在改為國家中山科學研究院系統製造中心。

## 歷史
設立至抗戰期間
- 1936年，國民政府軍政部於南京龍蟠里成立中央修械所，所長鄧士章。隔年即因對日戰爭爆發而遷廠至湖南衡陽。
- 1938年，因應戰局，再遷廠至貴州貴陽，同時接收第三路軍修械所及貴州修械廠。
- 1940年擴充為中央修械廠（首任廠長趙學顏），增設游動修理隊，分支隨軍檢修班，赴各戰區進行野戰軍械修理業務。7月，接收漢陽兵工廠所屬之沅陵修砲廠。
- 1942年，調整生產能量，接收昆明第五十三廠部分製槍儀器機具。
- 1943年6月，改組為兵工署第四十四兵工廠。除維持修械能量，增加量產柄式手榴彈之業務。
- 1945年1月，接收併編因桂柳會戰戰敗自桂林撤離的兵工署第四十三兵工廠（桂林修炮廠）殘餘工具機械與員工。

抗戰期間，四四廠除了修護部隊軍械，廠內主要量產品為柄式手榴彈、信號槍，在民國二十九、三十、三十四年曾生產總量不到3,500把的三十二號左輪手槍。
抗戰勝利後至遷臺
抗戰勝利後，在民國三十四年12月兵工署任命趙學顏為山東膠濟區兵工廠接收處處長，接收日本在山東省的各種工廠與兵工設備，並在民國三十五年開始在青島辦公。
- 民國三十五年（1946）11月，四四廠遷廠至山東青島與濟南，在貴陽設備轉運至青島，並繼續生產手榴彈與82迫擊炮炮彈。
- 民國三十七年（1948）2月，第二次國共內戰國府在華北戰局敗象趨顯，濟南撤廠，設備機具搶運至青島。
  - 10月下旬，趙學顏設置撤廠至臺灣的運輸統籌單位
  - 11月8日，自上海開至青島的「泰康輪」裝運第一批四四廠機具開始撤往臺灣。
  - 12月，遷廠人員將機具搬往位於台北市興雅的原「日本陸軍松山倉庫」[1]，接收日軍台灣第三修械所，遷台後仍由趙學顏將軍擔任廠長。
- 民國三十八年（1949），在台復工，當時兵工署對四四廠的計畫產量為每月生產手榴彈10萬顆、衝鋒槍600枝、60迫砲彈25,000顆及槍榴彈筒300具。
  - 3月，青島撤廠任務完成，為國軍在大陸兵工廠中最完整撤離之單位。撤入臺灣後，因聯勤總部復編，四四廠全名更為聯勤總部兵工署第四十四工廠。大陸時代被賦予的修械機能由其它聯勤專業後勤保養廠取代，僅保留彈藥量產業務，主要包括炮彈引信、空射火箭與反戰車火箭筒、迫擊炮炮彈、槍榴彈、手榴彈等。

- 民國五十五年（1966），自越南方面取得M72輕型反裝甲武器，進行逆向工程仿製。
- 1972年3月10日，聯勤總部提出「肅寇一號」（芥子氣彈）案研製工作計畫概要。化學砲彈的研製由聯勤61兵工廠負責，而聯勤44兵工廠則試行灌裝155公釐砲彈。
- 1976年1月，更名為聯勤第二○六廠。
- 民國六十六年（1977），M72仿製版通過陸軍驗收量產，為國造一式66公厘戰防火箭。
- 1980年6月，配合台北市都市更新計畫（信義計畫區），遷廠至臺北縣三峽鎮。
- 1984年4月，與聯勤二○八廠合併為中山科學研究院飛彈火箭製造中心，改隸中山科學研究院，目前稱為中科院系統製造中心。

## 基本資料
- 成立日期：1936年（當時稱作中央修械所，民國32年改稱第四十四兵工廠）
- 裁撤日期：1984年4月1日（與二○八廠合併，稱作飛彈火箭製造中心）
- 位置：西至基隆路，東至松山工農、虎林街，南至信義路、北約至現今仁愛路附近，大約等同於現在臺北市的信義計畫區，也就是目前臺北市政府、臺北市政府消防局、臺北市政府警察局信義分局、中華電信東四局、信義區行政中心、臺北市立興雅國民中學、臺北101大樓、臺北世界貿易中心、信義威秀影城及新光三越信義新天地等所在之廣大範圍。該廠北與聯勤軍車廠接壤，並有鐵路三張犁支線進入其中（遷至三峽後仍有中興一號特種支線負責，連接至鶯歌尖山地區的五級車輛維修廠），以利車輛火砲運送。

## 關聯項目
- 四四西村
- 四四南村
- 佛光山松山寺